# ヨセフィーネ (デンマーク王女)
ヨセフィーネ・ソフィア・イヴァロ・マティルダ（Josephine Sofia Ivalo Mathilda,  2011年1月8日 - ）は、デンマークの王女。フレゼリク10世とメアリー王妃の第4子、次女でヴィンセント王子の双子の妹。マルグレーテ女王とヘンリック王配の孫にあたる。
| 上位 ヴィンセント デンマーク王子 | デンマーク王位継承権者 継承順位第5位                  | 下位 ヨアキム デンマーク王子 |
| 上位 イサベラ デンマーク王女     | イギリス王位継承順位 他の英連邦王国の王位継承権も同様 | 下位 ヨアキム デンマーク王子 |

| スタブアイコン | サブスタブ | この項目は、まだ閲覧者の調べものの参照としては役立たない、人物に関連した書きかけの項目です。この項目を加筆・訂正などしてくださる協力者を求めています（P:人物伝/PJ:人物伝）。 |